# Salassa excellens
Salassa excellens is een vlinder uit de familie nachtpauwogen (Saturniidae), onderfamilie Salassinae.
De wetenschappelijke naam van de soort is voor het eerst geldig gepubliceerd door Bryk in 1944.